# 福島市立鳥川小学校
福島市立鳥川小学校（ふくしましりつ とりかわ しょうがっこう）は、福島県福島市にある公立小学校である。

## 概要
福島市街地南側の信夫地区西部を通学区域とする。2020年5月1日現在、15学級336名の児童が在籍する。

## 沿革
- 1892年10月17日 - 学校創立。後に自治体合併、学制改革を経て信夫郡信夫村立鳥川小学校となる。
- 1966年6月 - 信夫村が福島市に編入され、福島市立鳥川小学校となる。
- 1980年
  - 1月30日 - RC造三階建ての校舎が竣工する。
  - 12月10日 - 屋内運動場が竣工する。
- 1982年1月30日 - RC造三階建ての校舎が竣工する。
- 1986年7月16日 - 水泳プール(25m×10m 6コース）が竣工する。
- 1988年3月8日 - 屋内運動場が竣工する。
- 1994年11月30日 - RC造三階建ての校舎が竣工する。

## 教育方針
教育目標
- 豊かな未来を　共に創り支える　鳥川の子ども

## 学校行事
| - 4月 - 5月 - 6月 | - 7月 - 8月 - 9月 | - 10月 - 11月 - 12月 | - 1月 - 2月 - 3月 |

## 通学区域
- 信夫地域
  - 上鳥渡
  - 下鳥渡
  - 成川（福島市立吉井田小学校通学区域を除く）

## 進学先中学校
- 福島市立信夫中学校[3]

## 学区 / 校区内の主な施設
- 国道115号福島西バイパス
- 東北自動車道福島西インターチェンジ
- 福島県道362号南福島停車場線
- 下鳥渡供養石塔
- 福島南消防署信夫分署
- しのぶ台団地

## 交通
- JR東日本福島駅より福島交通路線バス土湯温泉行乗車、成木停留所下車徒歩約10分[4]。